# Tour de Flandes 1951
El Tour de Flandes 1951, la 35ª edición de esta clásica ciclista belga. Se disputó el 1 de abril de 1951.
El ganador fue el italiano Fiorenzo Magni, que se impuso en solitario en la llegada a Wetteren. Los franceses Bernard Gauthier y Attilio Redolfi acabaron segundo y tercero respectivamente. 

## Clasificación General
| Posición | Ciclista            | Equipo             | Tiempo     |
| -------- | ------------------- | ------------------ | ---------- |
| 1        | Fiorenzo Magni      | Ganna              | 7h 43' 03" |
| 2        | Bernard Gauthier    | Mercier-Hutchinson | + 5' 35"   |
| 3        | Attilio Redolfi     | Mercier-A.Magne    | + 10' 32"  |
| 4        | Loretto Petrucci    | Taurea             | + 10' 32"  |
| 5        | Jean Baldassari     | Mercier-Le Greves  | + 11' 50"  |
| 6        | Rik van Steenbergen | Mercier-Hutchinson | + 12' 30"  |
| 7        | Raymond Impanis     | Alcyon-Dunlop      | + 14' 06"  |
| 8        | André Pieters       | Devos Sport        | + 15' 30"  |
| 9        | André Declerck      | Bertin             | + 15' 30"  |
| 10       | Valère Ollivier     | Bertin             | + 18' 05"  |